# برد دیویس (بازیکن بسکتبال)
برد دیویس (انگلیسی: Brad Davis؛ زادهٔ ۱۷ دسامبر ۱۹۵۵) یک بازیکن بسکتبال اهل ایالات متحده آمریکا است. از باشگاه‌هایی که در آن بازی کرده‌است می‌توان به یوتا جاز، ایندیانا پیسرز، و دالاس ماوریکس اشاره کرد.